# Xanthopimpla seorsicarina
Xanthopimpla seorsicarina är en stekelart som beskrevs av Wang 1987. Xanthopimpla seorsicarina ingår i släktet Xanthopimpla och familjen brokparasitsteklar. Inga underarter finns listade i Catalogue of Life.